# Adlisberg
L'Adlisberg, con un'altitudine di 701 metri, è una collina boscosa in Svizzera; essa domina lo Zürichsee (Lago di Zurigo) a nord-est vicino alla collina dello Zürichberg.

## Geografia
L'Adlisberg si trova a est della città di Zurigo, tra la valle del fiume Glatt e il lago di Zurigo. Il suo punto più alto si trova a circa 200 metri sopra il Lago di Zurigo. La catena montuosa fa parte di una catena di colline - tra cui Käferberg, Öschbrig, Forch e Pfannenstiel - tra il Greifensee (Lago di Greifen) e il Lago di Zurigo.
Sul fianco meridionale e occidentale dell'Adlisberg si trovano i quartieri di Zurigo Hottingen, Hirslanden e Witikon. La parte superiore di Hottingen si chiama Dolder ed è un quartiere residenziale di Zurigo. Su una terrazza sul lato nord della città di Zurigo si trovano le frazioni di Tobelhof, Gockhausen e Geeren; questi ultimi villaggi della città di Dübendorf.

## Punti di interesse
La collina si trova in una posizione pittoresca, e il suo lato inferiore occidentale fa ora parte di un quartiere residenziale di Zurigo. Lo zoo di Zurigo e la sede della FIFA si trovano a nord-ovest, il primo sull'altopiano tra l'Adlisberg e lo Zürichberg, e quest'ultima sul fianco meridionale dello Zürichberg. È anche sede di ristoranti, hotel, tra cui il Grand Hotel Dolder, albergo di alto livello. vicino al Grand Hotel Dolder è stato costruito un piccolo campo da golf. Nelle vicinanze, in cima alla collina, si trovano campi sportivi, tra cui una famosa piscina a onde (Wellenbad Dolder), un campo da mini-golf, una sala di curling, campi da tennis, una pista per automobili e la pista di pattinaggio di Dolder, costruita nel 1930 e considerata una delle più grandi piste di pattinaggio artificiali in Europa. La Waldschule Adlisberg è frequentata dai bambini, ed è un servizio della città di Zurigo.
La parte superiore della collina è prevalentemente boschiva e una famosa area ricreativa per gli appassionati escursionisti e motociclisti. Sulla cima orientale della collina, a 690 metri sul livello del mare, si trova una torre di osservazione alta 33 metri, sul Loorenkopf, vicino a Witikon, che offre un panorama sul lago di Zurigo, sulla regione dello Pfannenstiel e sulla valle della Glatt. Sul lato nord-orientale dell'Adlisberg si trovano le rovine del castello di Dübelstein, dal 1487 al 1489 residenza di Hans Waldmann, ex sindaco della città di Zurigo.

## Trasporti

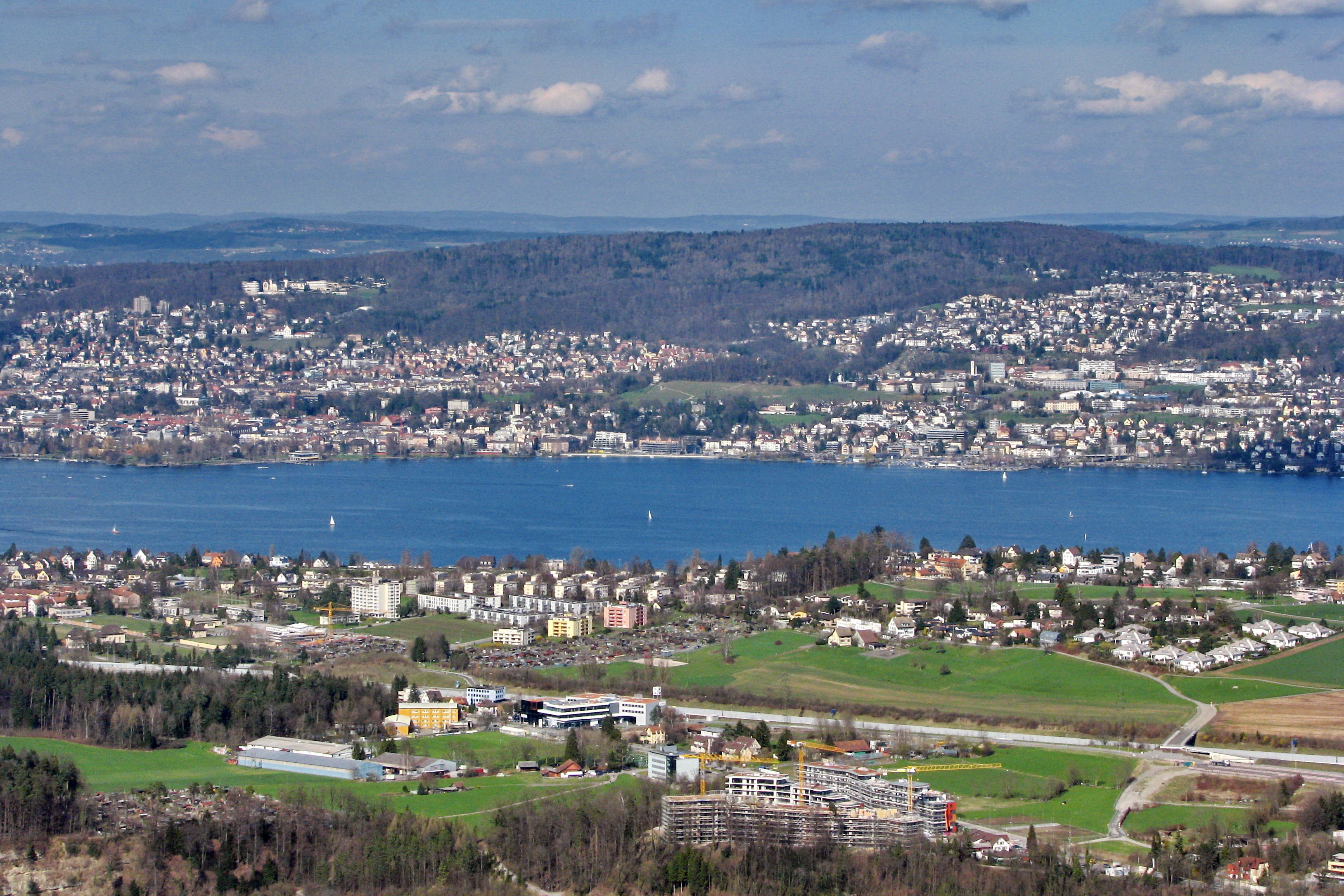
L'Adlisberg e il Lago di Zurigo visti dal Felsenegg, con Kilchberg in primo piano (Aprile 2010)

La ferrovia a cremagliera Dolderbahn arriva fino alla sommità della collina, mentre gli autobus forniti dalla Verkehrsbetriebe Zürich (VBZ) collegano Zurigo e le comunità limitrofe di Dübendorf, Fällanden e Maur; inoltre, la Tobelhofstrasse collega le parti sud-orientali di Zurigo con la valle della Glatt e la regione dello Pfannenstiel.

## Waldstadt
Sigmund Widmer, allora Stadtpräsident (sindaco) della città di Zurigo, nel 1971 iniziò i piani per la città satellite di Waldstatt (chiamata anche Sigi-Ville) di circa 100.000 abitanti, comprendente un'area di circa 4,5 chilometri quadrati sull'altopiano della collina dell'Adlisberg. Oltre a 30.000 alloggi relativamente economici, vennero pianificate 230 aule, 10 doppie palestre, piscine, negozi, cinema, chiese, un ospedale, hotel, un centro congressi e un teatro, nonché una metropolitana e collegamenti autostradali sotterranei. In tal modo si sarebbe verificato un insediamento completamente privo di auto sulla superficie, ma il progetto incontro' una forte opposizione, principalmente per motivi ecologici, e non fu mai realizzato.

## Galleria d'immagini

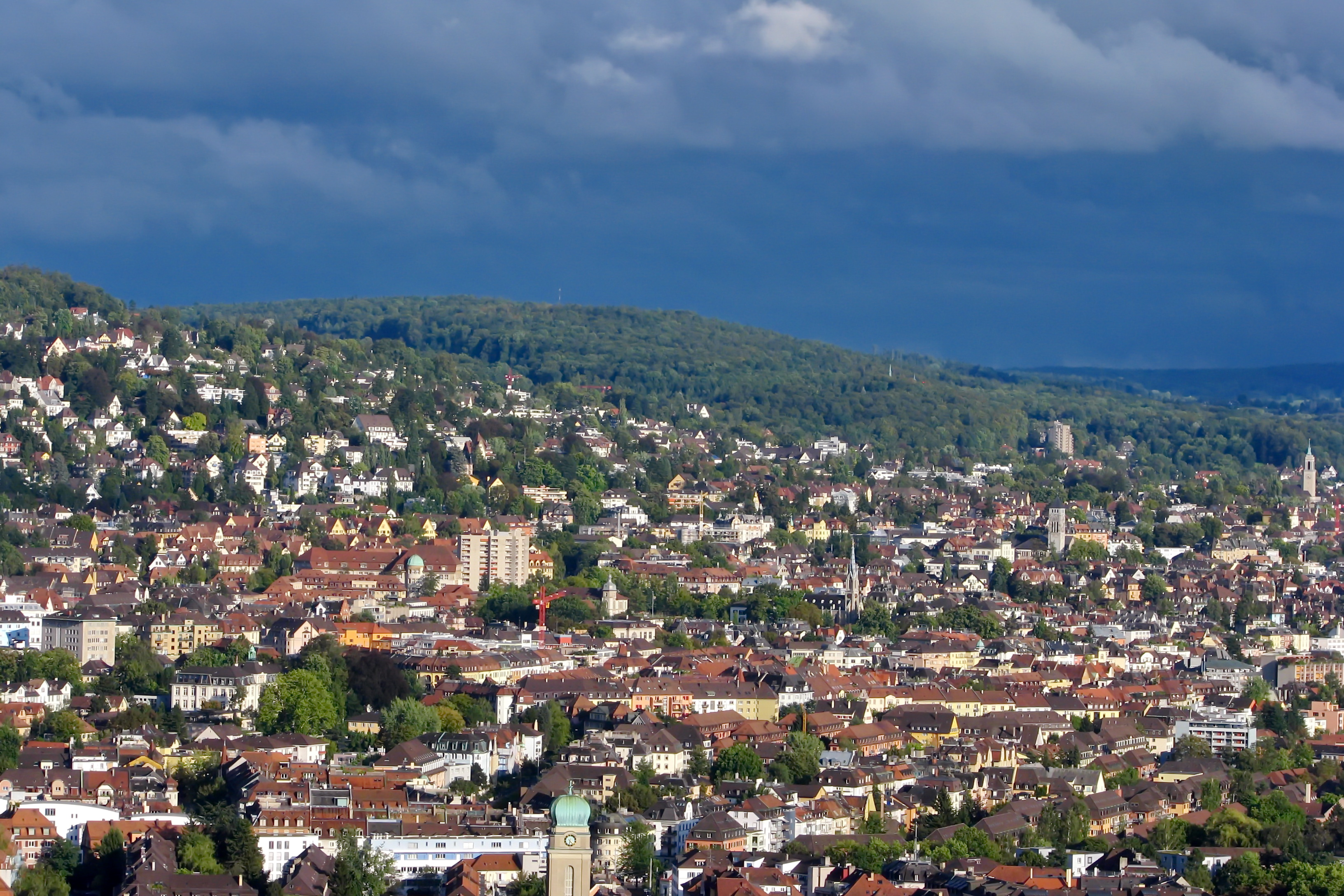
L'Adlisberg visto da nord (Käferberg)
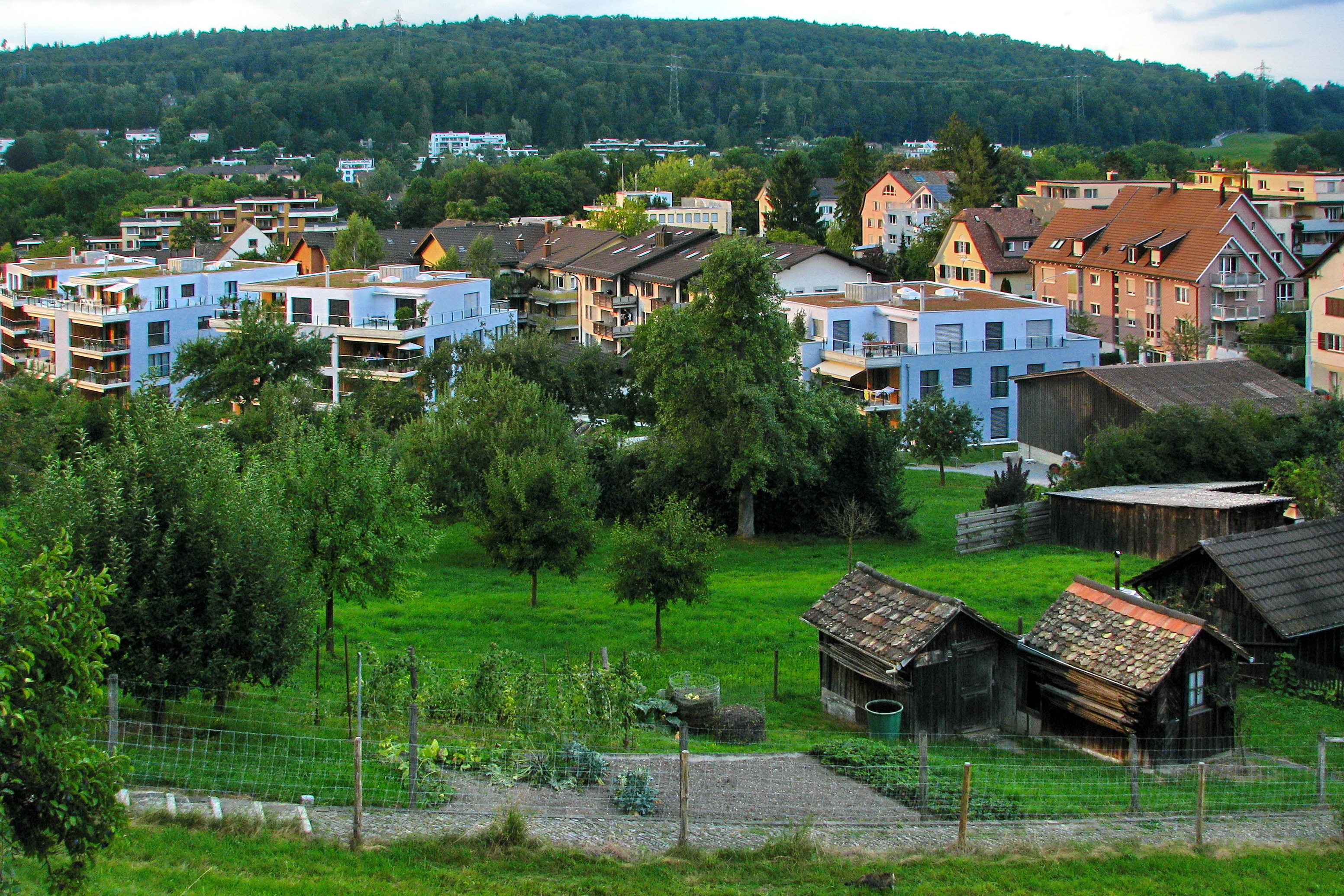
L'Adlisberg visto da sud (Witikon)
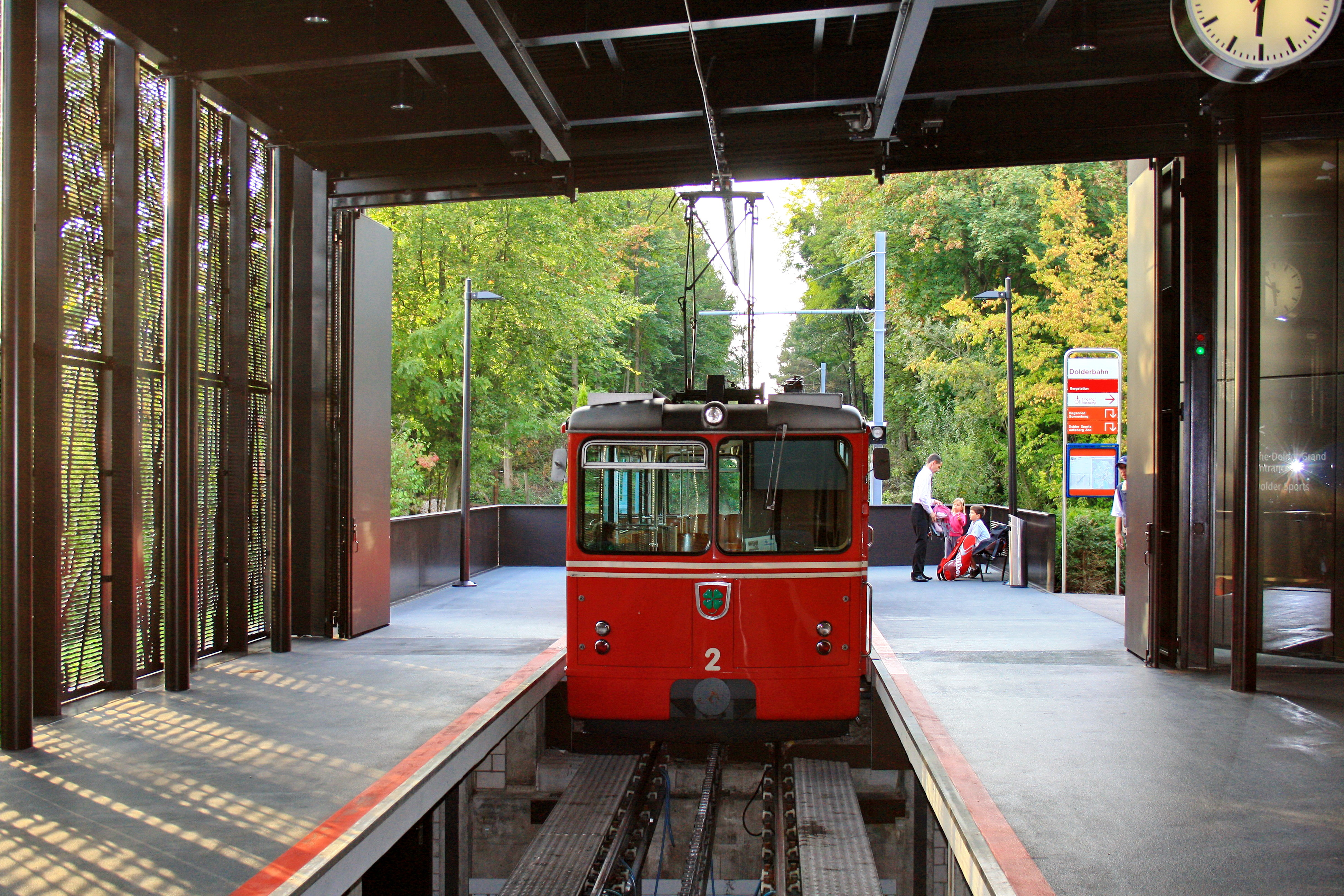
Stazione a monte della Dolderbahn
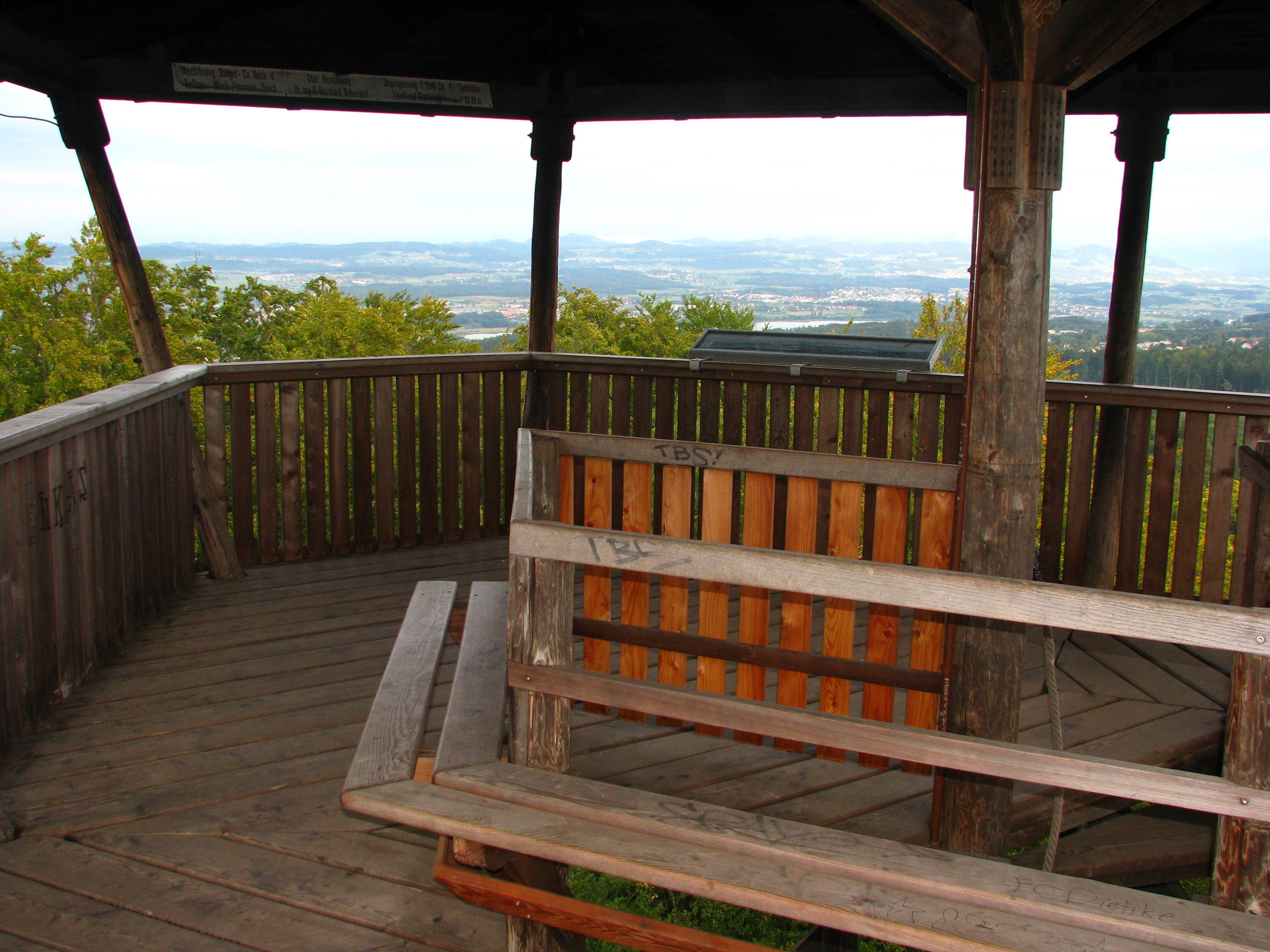
L'Oberland Zurighese visto dalla torre del Loorenkopf
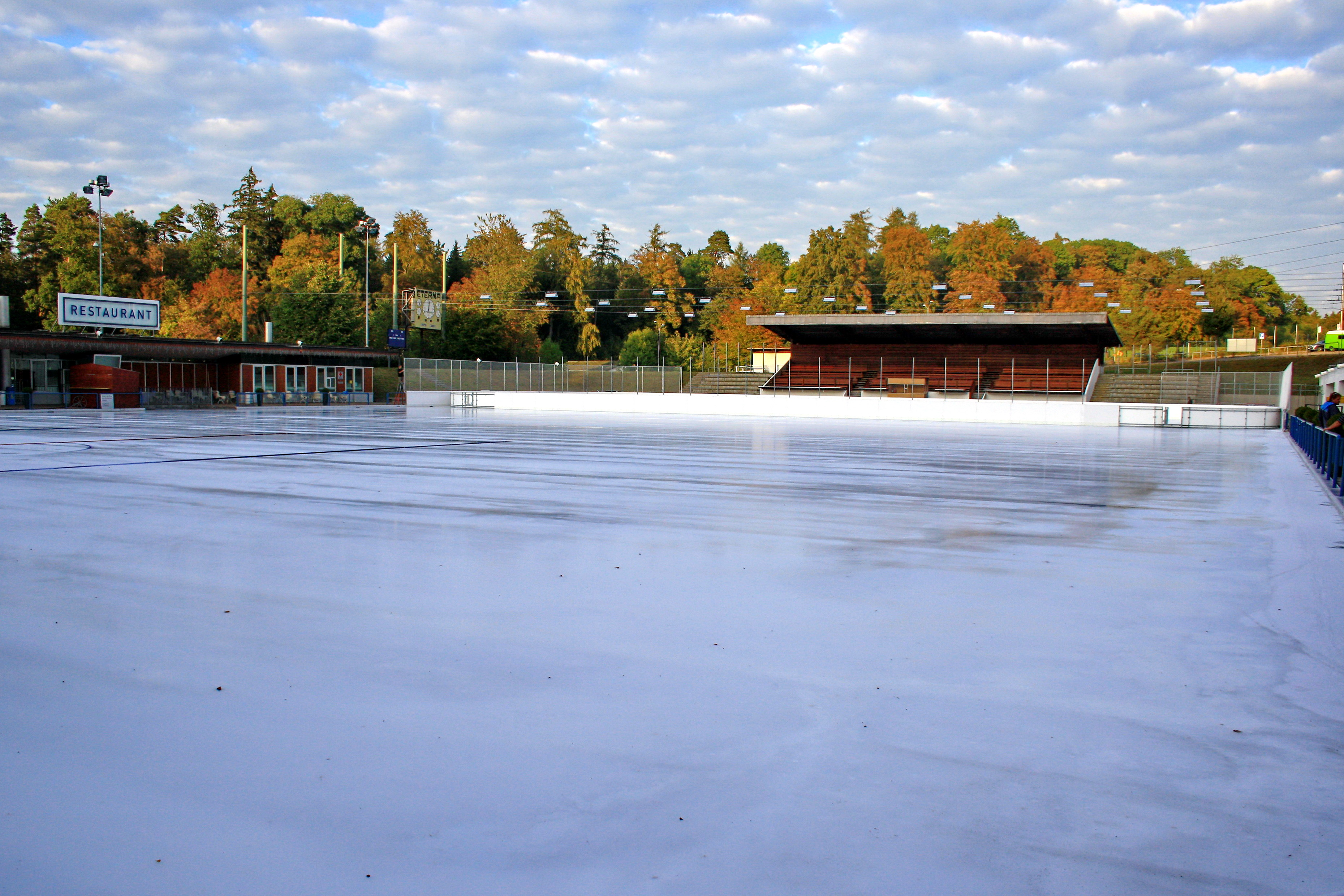
La pista di pattinaggio di 6.000 m2